# Jan van Eijden
Jan van Eijden (nascido em 10 de agosto de 1976) é um ex-ciclista alemão. É duas vezes campeão mundial na velocidade e velocidade por equipes.
Competiu representando a Alemanha nos Jogos Olímpicos de Sydney 2000 onde terminou em quinto na velocidade e em quarto na prova de keirin.
Retirou-se do esporte em 2006 e tornou-se treinador para a equipe de ciclismo nacional britânico.